# San Juan de Beleño
San Juan de Beleño (en asturiano y oficialmente: San Xuan de Beleño) es una localidad, parroquia y capital del concejo asturiano de Ponga, en España.
Cuenta con una población de 131 habitantes (INE 2014).

## Referencies
1. ↑  «Expediente con los topónimos oficiales de Ponga». BOPA. Gobierno del Principado de Asturias.

- Datos: Q7414628
- Multimedia: San Xuan de Beleño / Q7414628